# Зенович, Криштоф Юрьевич
Кри́штоф Ю́рьевич Зено́вич, встречаются варианты имени Христофор, а также Крыштоф Зеновъевич (пол. Krzysztof Zenowicz, около 1540—1614) — государственный деятель Великого княжества Литовского из рода Зеновичей герба «Деспот», сын Юрия Николаевича Зеновича, кальвинист. Занимал посты старосты чечерского и пропойского в 1577—1590 годах, каштеляна в 1585—1588 годах и воеводы брестского с 1588 года.
В период третьего польского бескоролевья принадлежал к фракции Остафия Воловича, сторонника правовых отношений с Польшей и кандидатуры Сигизмунда Ваза. В 1588 году участвовал в переговорах в Бендзине и Бытоме об отречении эрцгерцога Максимилиана от притязаний на польский трон. В 1599 году Криштоф Зенович был среди подписавших в Вильно акт о конфедерации православной и протестантской знати в борьбе с Брестской унией, Контрреформацией и экспансией католицизма.
Получил образование в университете Цюриха, занимался просветительской деятельностью. В 1590 году построил в Сморгони бумажную мельницу («паперню»), на которой производили бумагу с водяным знаком в виде герба рода Зеновичей — «Деспот». В 1606—1612 годах на его средства в Сморгони был построен каменный кальвинистский собор.
При сморгонском храме Криштоф Зенович открыл кальвинистскую школу, куда пригласил «сведущих бакалавров свободных наук … для упражнения деточек, о которых должно серьёзно заботиться и воспитывать». Собрал большую библиотеку, о которой в завещании писал: «…библиотеку, которую мне при жизни удалось собрать, оставляю тебе, сын мой любезный и твоим потомкам, как величайшую драгоценность. Прошу тебя не разбрасывать её, а даст Бог и увеличивать. Всегда держать в одном месте, в Сморгонях … при церкви».
Криштофом Зеновичем был написан трактат на польском языке «Трагедия, или Начало значительного упадка в доме Княжества Литовского», в котором он описал распри между виленским воеводой Христофором «Перуном» Радзивиллом и виленским каштеляном Иеронимом Ходкевичем за наследство рода Олельковичей, едва не приведшие в 1600 году к гражданской войне в Великом княжестве Литовском.
Был женат на Теодоре (Федоре) Волович, имел сына Николая Богуслава и дочь Софью.